# Emisum

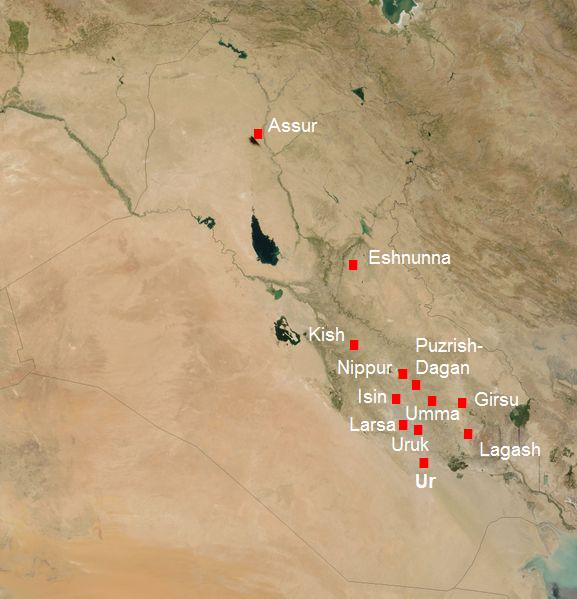
Mapa południowej Mezopotamii w II tys. p.n.e. z zaznaczonym miastem Larsa.

Emisum (2004–1976 p.n.e. – chronologia średnia) – jeden ze słabo znanych królów Larsy, następca Naplanuma.